# 东山街道 (荣成市)
东山街道，是中华人民共和国山東省威海市荣成市下辖的一个乡镇级行政单位。行政上属于石岛管理区。

## 行政区划
东山街道下辖以下地区：
新都社区、东山村、南庄村、东窑村、双榜泊村、沟王家村、干占村、甲子山村、柳树集村、吉屯村、后港头村、河北村、西夏家村、万马邢家村、北台村、港西崖村、楼底下村、崮山前村、八河姚家村、八河孔家村、八河王家村、八河毕家村、青山前村、十里夏家村、八里王家村、茂山后村、龙山后村、龙山前村、土山村、潭村林家村、潭村曲家村和石头河村。